# Ђорђе Лешњак
Ђорђе Лешњак је био познати трговац, кмет и херој са територије Лесковца.

## Биографија
Ђорђа Лешњака су бугарске окупационе снаге током Првог светског рата сматрале за сарадника, међутим ово је била маска јер је у стварности Ђорђе Лешњак био на челу устаничке организације у Лесковцу. Као вођа устаника он је наређења примао у виду писама од Косте Пећанца, чувеног четника и једног од вођа српских устаника. Садржаје тих писама преносио је другим устаницима у Лесковцу који су радили на сакупљању и слању помоћи оним устаницима који су се налазили у шумама. Међутим, за писма се некако сазнало, па су чак и поједини мештани Лесковца говорили о садржини истих. Наиме, једна Лесковчанка срела је у граду на улици једног од устаника, трговца, Мијајла Буринчића, и испричала му садржину једног од Пећанчевих писма послатог Лесковчанима. Одмах затим Буринчић се састао са Лешњаком и рекао му за овај догађај: „Е па Ђорђе кад и жене знају све то онда од тога устанка неће бити ништа. Него шта те снађе и што ме снађе да поднесемо али гледај да варош не пострада”. Исте вечери, Ђорђе се био састао са бугарским официрима у својој кући који су приметили његово чудно понашање. Необично понашање и нервозу официри су сутрадан пријавили шефу бугарске тајне полиције у Лесковцу који је одмах притворио Ђорђа и дао да се изврши претрес. Приликом одвођења у затвор, Ђорђе је добацио својој жени „Ја одо и моја глава оде а ти не казуј ништа”! Бугари су успели да у чарапама пронађу писма Косте Пећанца, међутим, у тим писмима се нису појављивала имена других устаника, тако да је Ђорђе Лешњак подвргнут мучењу и пребијању. Нико не зна колико пута је чуо исто питање „Казувај бре који су још били, па ће ти поклонимо живот”, али Ђорђе је упркос свим батинама и пребијањима бугарских бајонета остао нем. Увидевши да мучењем не могу постићи ништа, Бугари су одлучили да кмета лесковачког и вођу устаника у граду, трговца Ђорђа Лешњака, стрељају 1. марта 1917. године по старом календару у Рудару, уз театралну процесију кроз град као упозорење свим устаницима. Лесковчани су посмртне остатке Ђорђа Лешњака у бакарном ковчегу пренели из Рудара и положили у Саборну цркву уз градску свечаност у недељу 15. новембра 1931. године. Данас у Лесковцу једна споредна улица, иза Старог занатског центра, носи име овог хероја из периода Првог светског рата.